# Pietro the Pianist
Pietro the Pianist è un cortometraggio muto del 1914 diretto da E.A. Martin. Prodotto dalla Selig Polyscope Company su un soggetto di J. Edward Hungerford, il film aveva come interpreti William Stowell, Anna Dodge, Ethel Pierce, Barney Furey, Eleanor Blevins,

## Produzione
Il film fu prodotto dalla Selig Polyscope Company.

## Distribuzione
Distribuito dalla General Film Company, il film - un cortometraggio di una bobina - uscì nelle sale cinematografiche statunitensi l'8 gennaio 1914.